# Acrogalumna
Acrogalumna – rodzaj roztoczy z kohorty mechowców i rodziny Galumnidae.
Rodzaj ten został opisany w 1956 przez François Grandjean. Gatunkiem typowym wyznaczono Oribata elimata longipluma.
Mechowce te mają po każdej stronie prodorsum pojedynczą chitynową linię. Notogaster bez szczecin, a u samic także bez środkowego poru (u samców kilka takich porów w grupie). Odnóża trójpalczaste.
Rodzaj kosmopolityczny.
Należy tu 11 opisanych gatunków:
- Acrogalumna abrupta Hammer, 1972
- Acrogalumna bipartita Aoki et Hu, 1993
- Acrogalumna brevisetosa Bayartogtokh et Weigmann, 2005
- Acrogalumna cubana (Balogh et Mahunka, 1979)
- Acrogalumna hungarica (Willmann, 1938)
- Acrogalumna longipluma (Berlese, 1904)
- Acrogalumna machadoi Balogh, 1960
- Acrogalumna monttensis Hammer, 1972
- Acrogalumna pacifica (Trägårdh, 1931)
- Acrogalumna pectinata (Jacot, 1937)
- Acrogalumna shogranensis Hammer, 1977